# خوزه عمر پاستوریزا
خوزه عمر پاستوریزا (انگلیسی: José Omar Pastoriza؛ زاده ۲۳ مهٔ ۱۹۴۲ درگذشته ۲ اوت ۲۰۰۴) یک بازیکن فوتبال اهل آرژانتین بود.